# Альканьїс
Альканьїс (ісп. Alcañiz) — муніципалітет в Іспанії, у складі автономної спільноти Арагон, у провінції Теруель. Населення — 16 291 особа (2010).
Муніципалітет розташований на відстані близько 310 км на схід від Мадрида, 110 км на північний схід від міста Теруель.
На території муніципалітету розташовані такі населені пункти: (дані про населення за 2010 рік)
- Альканьїс: 15759 осіб
- Пуїгморено: 363 особи
- Вальмуель: 169 осіб

## Демографія
Динаміка населення (INE ):

## Галерея зображень

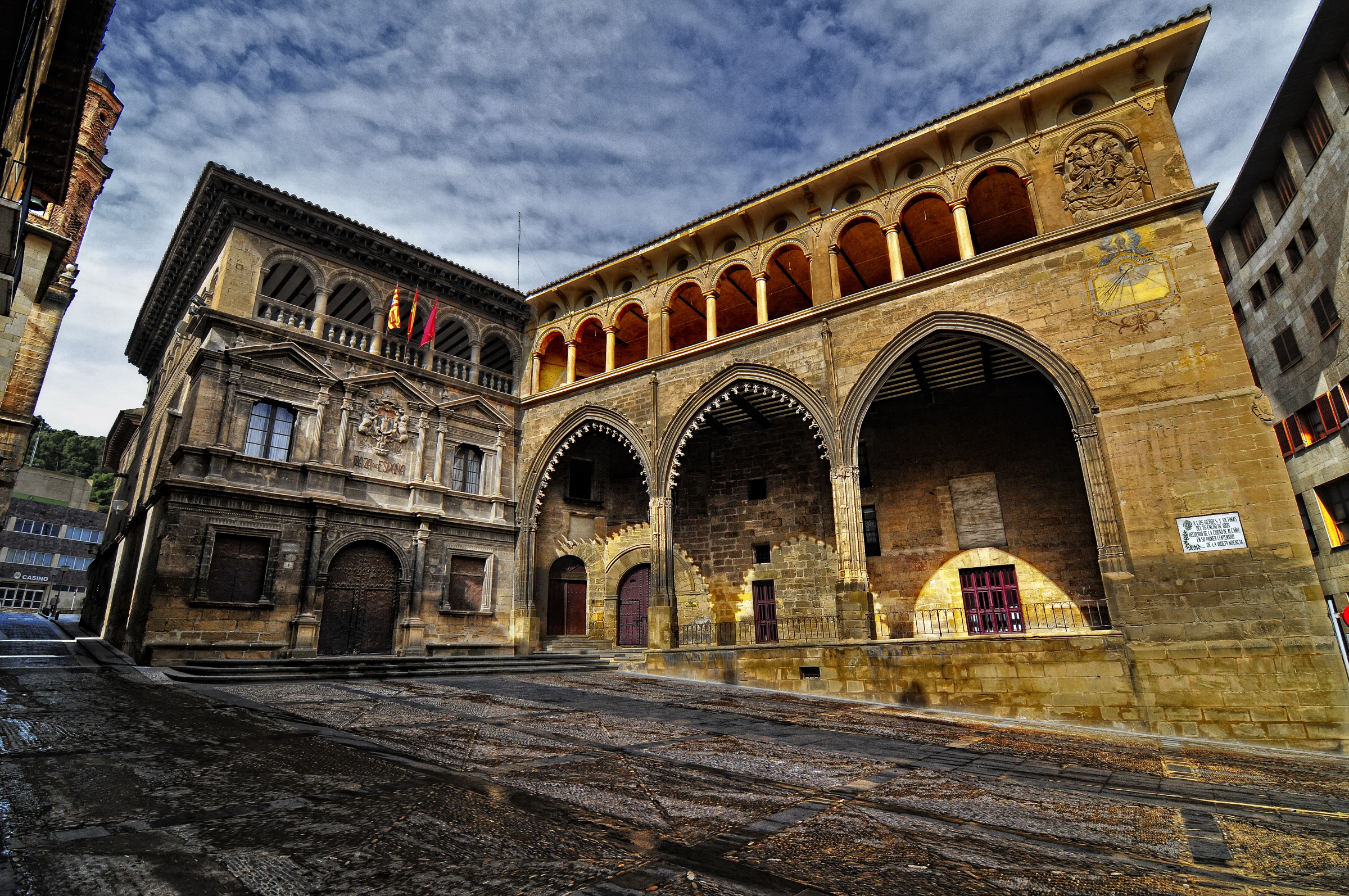
Пласа-де-Еспанья, Альканьїс
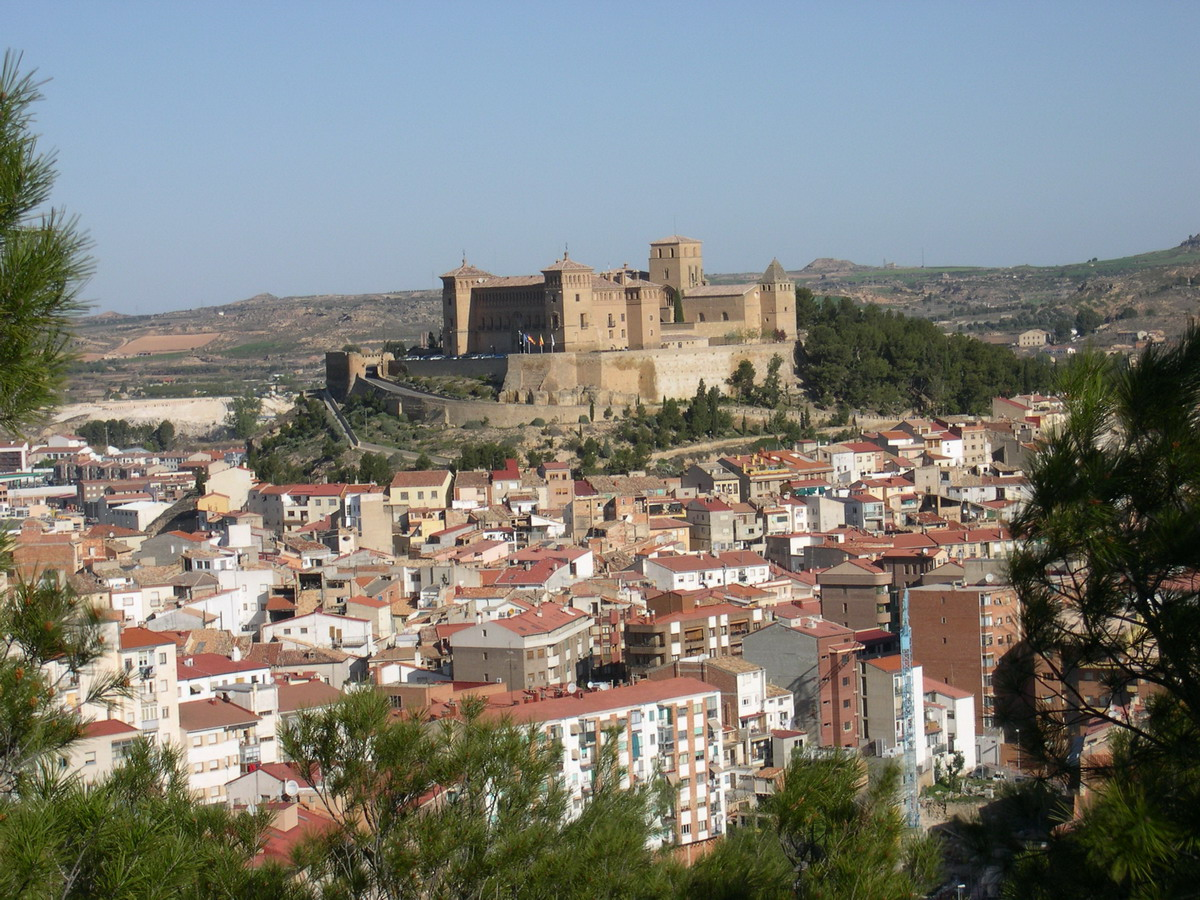
Панорама
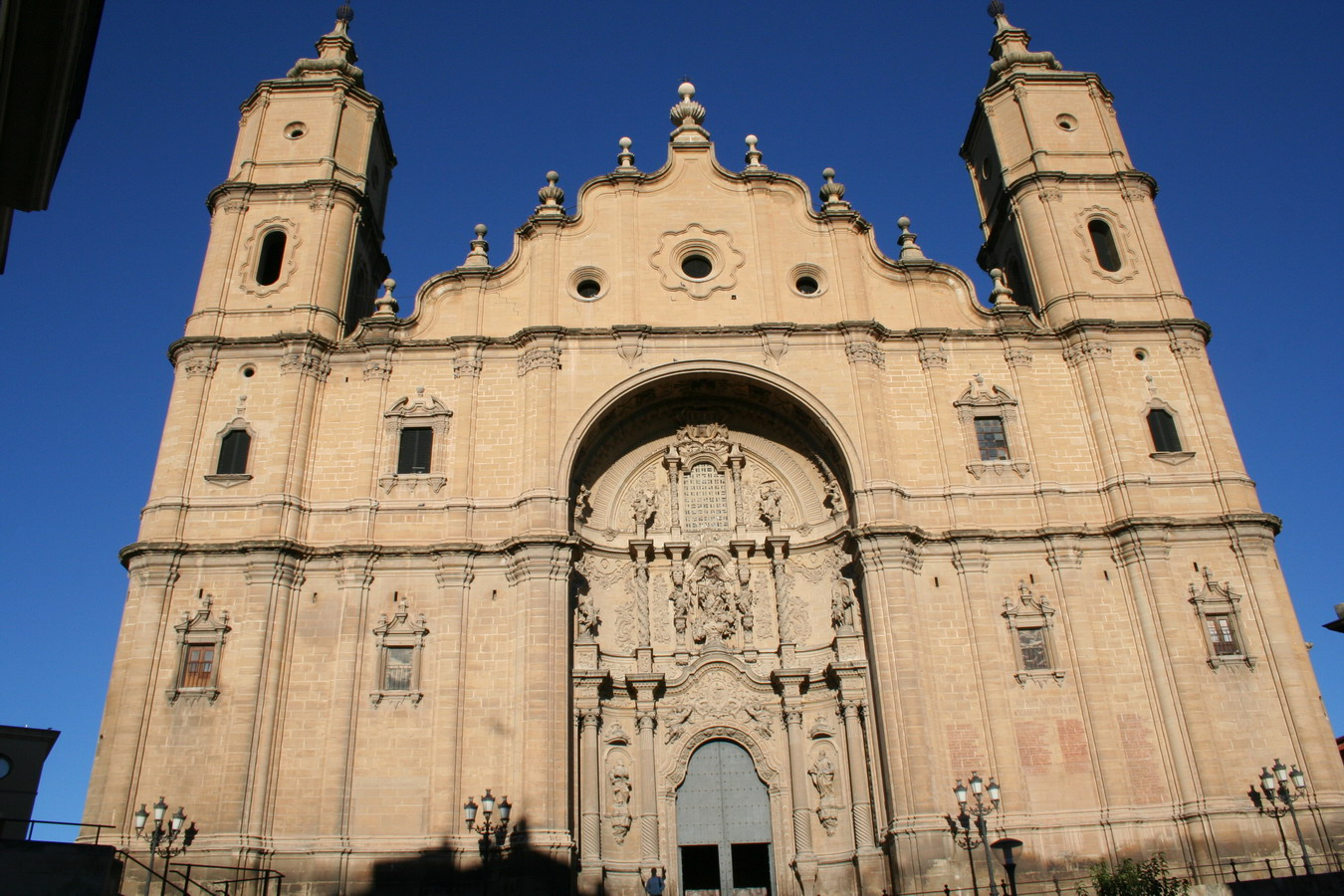
Фасад церкви Санта-Марія-ла-Майор